# Petite-Île
Pour les articles homonymes, voir Petite Île.
Ne doit pas être confondu avec la Petite Île (Saint-Denis) à la Réunion
Petite-Île est une commune française de l'île de La Réunion.

## Géographie

### Localisation
La commune est limitrophe de Saint-Joseph, à l'est, et de Saint-Pierre, à l'ouest.

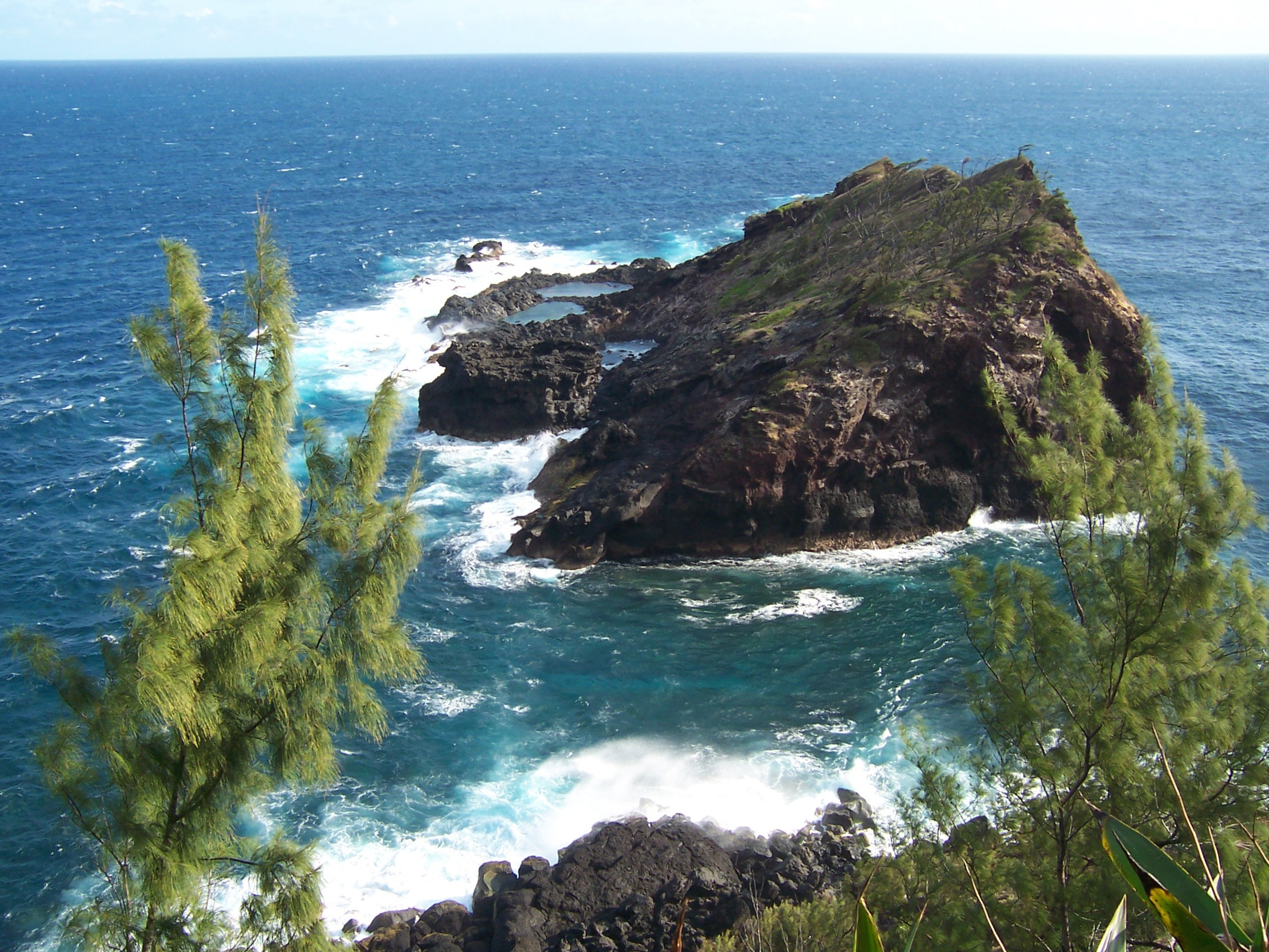
L'îlot de Petite Île.

Elle tire son nom de l'îlot de Petite Île qui se trouve au large du littoral, le seul de La Réunion. Les autres rochers émergents de la Réunion n'ont pas de végétation terrestre et ne peuvent pas être qualifiés d'îlots. Sa devise souligne sa vocation rurale : « Une ville à la campagne ».

## Urbanisme

### Typologie
Petite-Île est une commune urbaine, car elle fait partie des communes denses ou de densité intermédiaire, au sens de la grille communale de densité de l'Insee,,,. Elle appartient à l'unité urbaine de Saint-Joseph, une agglomération intra-départementale regroupant 2 communes et 51 912 habitants en 2022, dont elle est une commune de la banlieue,.
Par ailleurs la commune fait partie de l'aire d'attraction de Saint-Pierre - Le Tampon, dont elle est une commune de la couronne. Cette aire, qui regroupe 5 communes, est catégorisée dans les aires de 200 000 à moins de 700 000 habitants,.
La commune, bordée par l'océan Indien au sud, est également une commune littorale au sens de la loi du 3 janvier 1986, dite loi littoral. Des dispositions spécifiques d’urbanisme s’y appliquent dès lors afin de préserver les espaces naturels, les sites, les paysages et l’équilibre écologique du littoral, par exemple le principe d'inconstructibilité, en dehors des espaces urbanisés, sur la bande littorale des 100 mètres, ou plus si le plan local d’urbanisme le prévoit,.
Culturellement et politiquement, la commune est attachée à son caractère rural et agricole.

## Histoire
L'attribution des premières concessions du Sud par le gouverneur Antoine Boucher date de fin 1727 ; bien que les réels propriétaires de ces terres résident à Saint-Paul, ils confient leur gestion à une dizaine de concessionnaires créoles, chargés d'y cultiver café, fruits et légumes : Hoarau, Rivière, Nativel, Bellon, Folio... Certains autres habitants sont des pirates rangés : Edouard Robert et Thomas Elgar, et des fils de pirates (Noël et Folio).
- En 1735, 35 foyers existent à Petite-Île, étalés entre la Ravine de l'Anse et la Ravine du Pont ;
- En 1816, on recense 110 habitants ;
- En 1854, le petit port de Manapany est très actif et crée un circuit de transport de marchandises lourdes (sucre, coraux) depuis Grand Bois. La Petite Île compte des cultivateurs, charpentiers, menuisiers et un cordonnier de bonne réputation ;
- En 1883, les premières routes en macadam relient la Petite-Île à la gare de Saint-Pierre, permettant aux carrioles de bœufs de transporter les voyageurs ;
- La paroisse de la Petite-Île naît en 1857.

La commune a été créée en 1935 et les premiers maires sont le Dr Paul Arnaud puis son adjoint Antonin Folio. Le développement de la commune va alors s'axer sur l'essor agricole, notamment la production d'ail, qui fait sa notoriété dans l'île entière. En 1958, la distillerie How-Choong ouvre ses portes et la culture du vétiver dans la commune durera jusqu'à sa fermeture, en 1993.
L'électricité apparaît dans la commune en 1954, ainsi que le téléphone et la première station d'essence avec l'importateur Shell.

## Politique et administration

### Administration municipale
Petite-Île est située dans le canton de Saint-Pierre-3, qui comprend 3 communes et plus de 33 000 habitants. Avant le redécoupage territorial de 2014, la commune correspondait exactement au canton de Petite-Île. La commune est également membre de la communauté intercommunale des Villes solidaires (CIVIS), qui rassemble 6 communes et un peu moins de 180 000 habitants.
Le nombre d'habitants dans la commune lors du dernier recensement étant compris entre 10 000 et 19 999, le conseil municipal est composé de 33 membres conformément au Code général des collectivités territoriales. Depuis 2014, le maire est Serge Hoareau.

## Population et société

### Démographie
L'évolution du nombre d'habitants est connue à travers les recensements de la population effectués dans la commune depuis 1961, premier recensement postérieur à la départementalisation de 1946. À partir de 2006, les populations de référence des communes sont publiées annuellement par l'Insee. Le recensement repose désormais sur une collecte d'information annuelle, concernant successivement tous les territoires communaux au cours d'une période de cinq ans. Pour les communes de plus de 10 000 habitants les recensements ont lieu chaque année à la suite d'une enquête par sondage auprès d'un échantillon d'adresses représentant 8 % de leurs logements, contrairement aux autres communes qui ont un recensement réel tous les cinq ans,.

En 2022, la commune comptait 12 920 habitants, en évolution de +5,59 % par rapport à 2016 (La Réunion : +3,33 %, France hors Mayotte : +2,11 %).
| 1961  | 1967  | 1974  | 1982  | 1990  | 1999   | 2006   | 2011   | 2016   |
| ----- | ----- | ----- | ----- | ----- | ------ | ------ | ------ | ------ |
| 7 302 | 7 951 | 7 961 | 7 834 | 8 852 | 10 151 | 11 282 | 11 573 | 12 236 |

| 2021   | 2022   | - | - | - | - | - | - | - |
| ------ | ------ | - | - | - | - | - | - | - |
| 12 617 | 12 920 | - | - | - | - | - | - | - |

Petite-Île est une commune multipolarisée. C'est la seule de l'île avec Bras-Panon et Trois-Bassins.

### Enseignement
On trouve sur le territoire communal un collège public, le collège Joseph-Suacot. Il n'y a pas de lycée.

## Économie

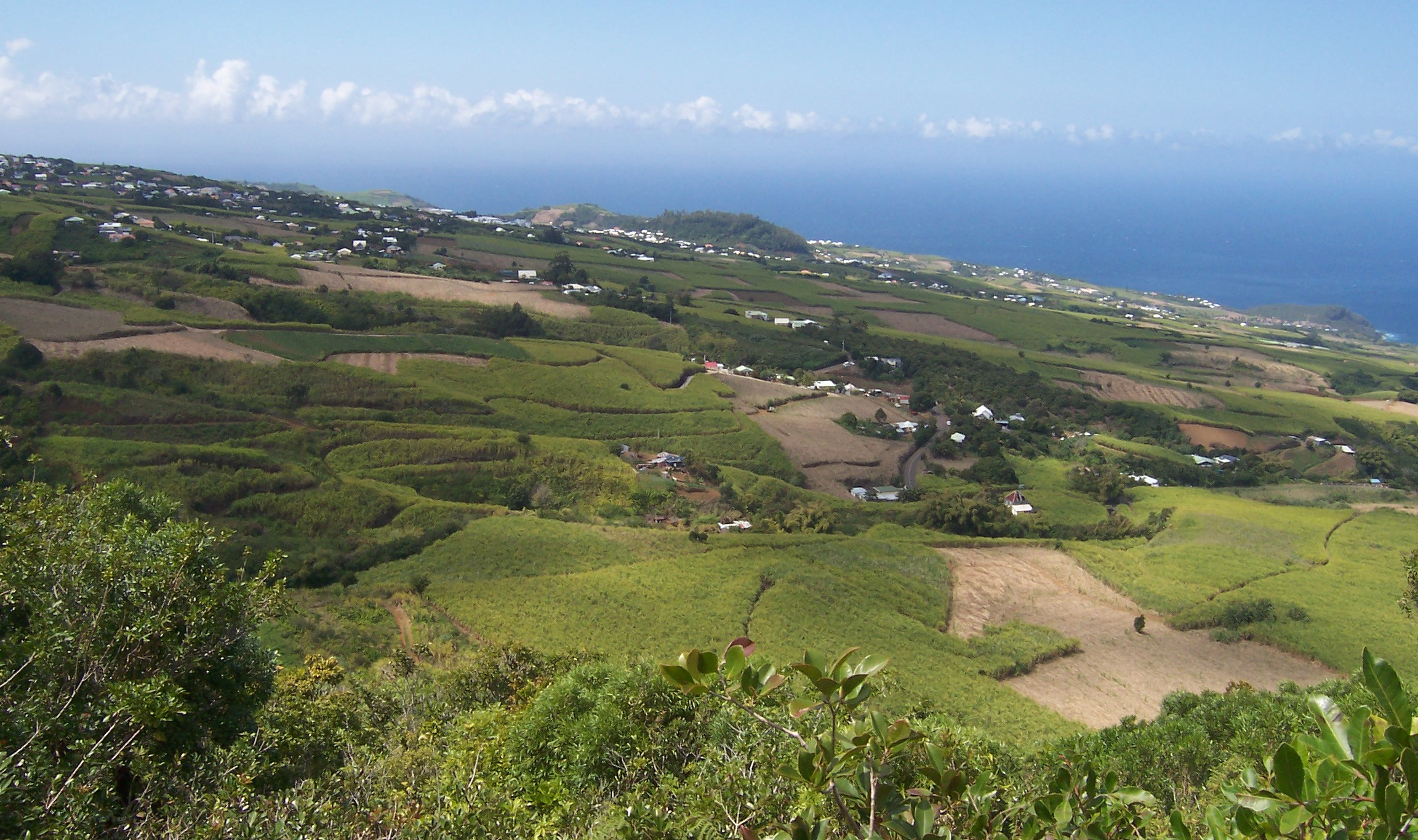
Champs de canne à sucre sur les pentes de Petite-Île (vus depuis le piton Montvert).

Hormis un peu d'activités de service (enseignement, administration, petits commerces) et d'artisanat, la commune n'accueille pas d'industries, à l'exception d'une cimenterie, ni de grands commerces. L'activité du territoire est essentiellement agricole, comptant une part de production cannière, mais aussi une grande variété de cultures maraîchères ou fruitières : choux, ail, carottes, fraises, agrumes, thym, etc.  La commune organise ainsi chaque année en octobre une fête de l'ail.
Sur le plan touristique, le site côtier de Grande Anse attire de nombreux visiteurs et pique-niqueurs, réunionnais ou extérieurs. Un hôtel de luxe, le Palm hôtel bénéficiant d'un panorama exceptionnel domine le site. Dans l'intérieur rural, il existe plusieurs gîtes touristiques.
Une partie de la population est simplement résidentielle, attachée au bassin d'emploi de Saint-Pierre, et dans une moindre mesure de Saint-Joseph.

## Culture locale et patrimoine

### Lieux et monuments
- Chapelle Sainte-Marguerite de Petite-Île. L'édifice a été inscrit au titre des monuments historiques en 2015[18].
- Église Saint-Jean-l'Évangéliste de Petite-Île. L'église est dédiée à saint Jean l'Évangéliste.
- Chapelle Notre-Dame-de-Fatima d'Anse les Hauts. La chapelle est dédiée à Notre-Dame de Fatima.
- Chapelle Saint-Louis de Gonzague de Ravine du Pont. La chapelle est dédiée à saint Louis de Gonzague.
- Chapelle Saint-Maximilien Kolbe de Piton des Goyaves. La chapelle est dédiée à saint Maximilien Kolbe.

### Équipements culturels
Il y a un musée qui retrace l'histoire de la Petite Île à travers une collection d'objets historiques, le musée Varlop-Galèr, créé par Serge Hoarau.

### Personnalités liées à la commune
- Christophe Payet a été maire de la commune du 14 mars 1983 au 16 mars 2008, soit pendant quatre mandats successifs. C'est le socialiste Guito Ramoune, également conseiller général du canton de Petite-Île qui lui a succédé.

- Joseph Suacot

### Héraldique
| Blason | Blasonnement : D'or aux deux gerbes de cannes à sucre de sinople surmontées ... à dextre d'une carotte et à senestre d'une fleur d'ail, le tout au naturel. |